# كارين كوان
كارين كوان (بالإنجليزية: Karen Kwan)‏ هي مدربة تزلج فني ‏ أمريكية، ولدت في 1 يونيو 1978 في توررانسي في الولايات المتحدة.

## وصلات خارجية
- كارين كوان على موقع IMDb (الإنجليزية)